# Kétközepű bipoláris koordináták

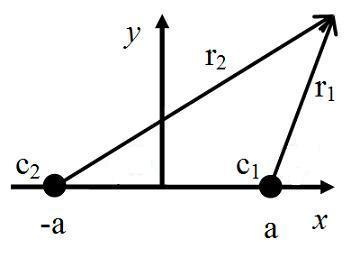
Kétközepű bipoláris koordináták

A matematikában a kétközepű bipoláris koordináták egy síkbeli koordináta-rendszer koordinátái, ami azon alapul, hogy a sík pontjai milyen távolságra vannak két kijelölt ponttól, melyek szokásos elnevezése {\displaystyle c_{1}} és {\displaystyle c_{2}}. A rendszernek sok tudományos alkalmazása van, például egy síkbeli dipólus elektromos mezőjének kiszámítása.

## Transzformáció Descartes-koordinátákká
Ha a középpontok koordinátái {\displaystyle (+a,0)} és {\displaystyle (-a,0)}, akkor az {\displaystyle (r_{1},r_{2})} kétközepű bipoláris koordinátákról így térhetünk át {\displaystyle (x,y)} Descartes-koordinátákra:
{\displaystyle x={\frac {r_{2}^{2}-r_{1}^{2}}{4a}}}
{\displaystyle y=\pm {\frac {1}{4a}}{\sqrt {16a^{2}r_{2}^{2}-(r_{2}^{2}-r_{1}^{2}+4a^{2})^{2}}}}

## Transzformáció polárkoordinátákká
Ha x > 0, akkor a kétközepű bipoláris koordináták transzformációja polárkoordinátákká:
{\displaystyle r={\sqrt {\frac {r_{1}^{2}+r_{2}^{2}-2a^{2}}{2}}}}
{\displaystyle \theta =\arctan \left({\frac {\sqrt {r_{1}^{4}-8a^{2}r_{1}^{2}-2r_{1}^{2}r_{2}^{2}-(4a^{2}-r_{2}^{2})^{2}}}{r_{2}^{2}-r_{1}^{2}}}\right)}
ahol {\displaystyle 2a} a pólusok közötti távolság.

## Fordítás
Ez a szócikk részben vagy egészben  a   Two-center bipolar coordinates című angol Wikipédia-szócikk fordításán alapul.  Az eredeti cikk szerkesztőit annak laptörténete sorolja fel. Ez a jelzés csupán a megfogalmazás eredetét és a szerzői jogokat jelzi, nem szolgál a cikkben szereplő információk forrásmegjelöléseként.